# MyPOS
myPOS este o companie europeană de servicii de plată, care oferă terminale de plată mobile și plăți online, cu sediul în Londra, Marea Britanie.

## Istorie
Ideea myPOS a fost concepută în 2012. Doi ani mai târziu, în 2014,  myPOS a fost prezentat oficial la Mobile World Congress din Barcelona.
În 2017, sediul s-a mutat la Londra, Marea Britanie.  În septembrie 2018, compania a deschis un magazin în Milano, Italia.  În aprilie 2021 are magazine în toată Europa: 
- Amsterdam, Olanda
- Anvers, Belgia
- Londra, Regatul Unit
- Milano, Italia
- Paris, Franța
- Sofia, Bulgaria
- Varna, Bulgaria
- Viena, Austria
- Reykjavík, Islanda

## Produse
myPOS oferă terminale POS și soluții de plată online.  